# Хроніка пікіруючого бомбардувальника
«Хроніка пікіруючого бомбардувальника» (рос. «Хроника пикирующего бомбардировщика») — російський радянський фільм Наума Бірмана за однойменною повістю Володимира Куніна про будні фронтової авіації в роки німецько-радянської війни.

## Зміст
Троє вчорашніх студентів потрапляють в ескадрилью бомбардувальників. Вони молоді і намагаються розважатися кожну хвилину з тих, що випадають їм між боями. Адже невідомо, що може трапитися завтра. Вони ганяють в імпровізований футбол, звертають увагу на дівчат і живуть на повну, незважаючи на навколишнє пекло.

## Цікаві факти
- На самому початку фільму (під час вступної пісні) в кадр потрапляє дерев'яна будівля з плакатом «Бомбити, як майор Анпилов». А військовим консультантом фільму виступає Герой Радянського Союзу генерал-майор А.А. Анпилов. Мова, мабуть, йде про одну й ту ж людину.
- Сюжет фільму має вражаюче багато збігів з бойовою біографією літавшого на Пе-2 Героя Радянського Союзу старшого лейтенанта Б.С. Бистрих. Вильоти на розвідку аеродромів з їх фотографуванням і викликом штурмовиків; відхід від намагаються посадити винищувачів противника хитрістю з пікіруванням і бриючим польотом над верхівками дерев, з сотнями пробоїн в літаку після цього. І посадка бомбардувальника смертельно пораненим льотчиком: саме так Б.С. Бистрих загинув у червні 1943 року. Багато інших фактів його бойової біографії викладені в поданні воєнного часу (1942) льотчика до звання Героя Радянського Союзу на сайті www.podvignaroda.ru. Цікаво, що в січні-серпні 1942 року А.А. Анпилов був заступником командира 99-го бомбардувального авіаційного полку, в якому служив Б.С. Бистрих.
- Малюнок нотного стану на фюзеляжі бомбардувальника виконаний за аналогією з штурмовиком Іл-2 Василя Ємельяненка.

## У ролях
- Лев Вайнштейн — Веніамін Гуревич
- Олександр Граве — командир полку
- Олег Даль — Женя Соболевський
- Ігор Єфімов — замполіт полку
- Віктор Іллічов — рядовий-механік Осадчий (озвучує Леонід Биков)
- Герман Колушкін (в титрах зазначений як - Г. Колишкін) — Грибов; виконує на акордеоні «Пісню про чотирьох Іванов»
- Георгій Корольчук — Митька Червоненко
- Леонід Реутов — Пастухов
- Геннадій Сайфулін — Сергій Архипцев
- Олена Санько — Катя
- Костянтин Сорокін — продавець військторгу
- Гелій Сисоєв — капітан інтендантської служб
- Юрій Толубєєв — механік Кузьмічов
- Микола Трофимов — майор, комендант аеродрому
- Петро Щербаков — начальник штабу полку
- Борис Аракелов — Подвесчік бомб і снарядів до літака
- Аркадій Вовсі — дідусь Гуревича

## Знімальна група
- Режисери: Наум Бірман
- Сценарій: Володимир Кунін, за участю Наума Бірмана
- Оператор: Олександр Чіров
- Художник: Олексій Федотов
- Композитор: Олександр Колкер
- Текст пісень: Кім Рижов
- Пісню «Туман» виконує Микола Макарець / або  С. Пожлаков
- Військовий консультант: Г. П. Євдокимов

## Технічні дані
- Чорно-білий, звуковий (моно)